# 아이작 스턴

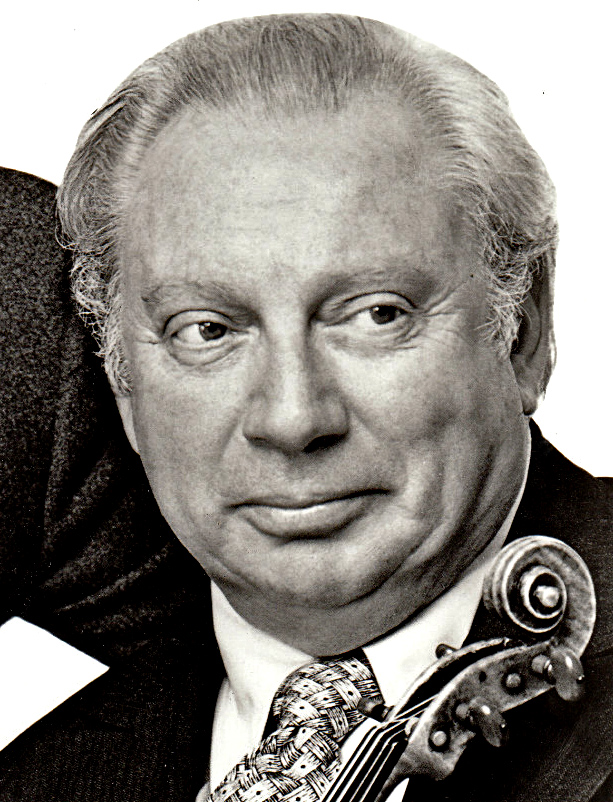
아이작 스턴(1980년)

아이작 스턴(Isaac Stern, 1920년 7월 21일 ~ 2001년 9월 22일)은 미국의 바이올린 연주자이다. 우크라이나 테르노필주 크레메네츠에서 태어났으나, 곧 미국으로 이주하였다. 11세 때 샌프란시스코 심포니와 함께 연주하면서 악단에 나오게 되었다. 1943년 세계 각지로 연주 여행을 하였는데, 기교로나 해석으로나 모두 뛰어난 현대 최고의 바이올린 연주자 중 하나로 평가받고 있다.
2000년 폴라음악상을 받았다.